# Cabralia
Cabralia é um gênero de traça pertencente à família Arctiidae.